# 단수 (서연)
단수(段隨, ? ~ 386년, 재위：386년)은 중국 오호십육국시대 서연(西燕)의 3대 군주이다. 시호는 없다.

## 생애
단수는 원래 서연의 장수로 당시 서연의 황제는 모용충(慕容沖)이었는데, 모용충은 장안에서 정착하여 나라를 운영하려 하고 있었다.
그러나 선비족들은 고향인 관동(關東)으로 돌아가고자 하여 모용충에게 불만을 품고 있었고 386년 2월, 좌장군 한연(韓延)은 모용충을 살해하고 단수를 연왕(燕王)으로 옹립하였다. 단수는 창평(昌平)으로 개원하였다.
그러나 채 한 달도 지나지 않은 3월, 좌복야 모용항(慕容恒), 상서 모용영(慕容永) 등에게 습격당하여 살해되었다.

## 참고 문헌
- 《자치통감(資治通鑑)》
- 《진서(晉書)》

| 전 대 모용충(慕容沖) | 제3대 서연 황제 386년 | 후 대 모용의(慕容顗) |